# 又石大學
又石大學（韩语：／*/?），是大韩民国的一所私立大学，始建于1979年，在全罗北道完州郡和忠清北道镇川郡分别设有校区。

## 历史
- 1979年1月10日，全州又石女子大学成立
- 1982年12月20日，搬迁至现校址
- 1990年10月2日，开始招收男生，并更名为全州又石大学
- 1995年3月1日，更名为又石大学
- 2013年，入选教育部财政重点支持大学[2]

## 事件
2022年2月，中国河北省邢台学院引进13名韩国博士，其中7人毕业于又石大学。由于又石大学博士培养时间短、入学要求宽松（无入学考试和韩语语言水平要求），因此又石大学被中国公众广泛质疑为“学历加工厂”，其博士水平也备受质疑，并进一步引发对中国国内地方院校批量引进“速成博士”的争议。

## 著名校友
- 蔡煐引，韩国女演员、歌手、模特儿
- 康瑟琪，生于韩国的中非运动员
- Key，韩国男歌手、演员、服装设计师、主持人